# Mammillaria grusonii
Mammillaria grusonii (укр. Мамілярія Грузона, Мамілярія грузоні) —сукулентна рослина з роду мамілярія (Mammillaria) родини кактусових (Cactaceae).

## Етимологія
Видова назва дана на честь відомого німецького промисловця і кактусовода XIX століття, власника великої приватної колекції сукулентів Германа Грузона.

## Ареал
Цей вид є ендемічною рослиною Мексики. Ареал зростання охоплює штати Коауїла і Дуранго.

## Екологія
Росте на висоті від 800 до 1 850 метрів над рівнем моря в різноманітних місцях проживання, від ксерофітних чагарників до пасовищ і лісів. Виростає на скелястих вапняках і на вулканічних ґрунтах в Сьєрра-Мадре.

## Морфологічний опис
Рослина зазвичай одиночна (має тенденцію залишатися такою і в культивуванні).
| Орган              | Опис |
| Коріння            | прямі, червонуваті, з віком стають білими. |
| Стебло             | кулясте до товсто-циліндричного (за описом Пілбіма кулясте, пізніше циліндричне), до 25 м в діаметрі.                                                                           |
| Епідерміс          | світло-зелений. |
| Маміли             | чотиригранні, з молочним соком. |
| Ареоли             | |
| Аксили             | спочатку з пухом, пізніше голі. |
| Центральні колючки | зазвичай дві (іноді буває третя), одна піднімається вертикально (вгору), інша спрямована вниз, сильніші ніж радіальні, завдовжки 4-6 мм, відтінком подібні радіальним колючкам. |
| Радіальні колючки  | від 12 до 14, верхні коротші, завдовжки 6-8 мм, спочатку червонуватого відтінку, пізніше білі.                                                                                  |
| Квіти              | дзвоникоподібні, світло-жовті, до 25 мм завдовжки і в діаметрі. |
| Бутони             | |
| Зовнішні пелюстки  | |
| Внутрішні пелюстки | |
| Тичинки            | |
| Маточка            | |
| Плоди              | червоні. |
| Насіння            | коричневе. |

## Охоронні заходи
Mammillaria grusonii входить до Червоного списку Міжнародного союзу охорони природи видів, з найменшим ризиком (LC). Вона дуже поширена, і хоча не дуже чисельна, має стабільні субпопуляції без будь-яких серйозних загроз. У Мексиці ця рослина занесена до національного переліку видів, що перебувають під загрозою зникнення, де він включений до категорії «підлягають особливій охороні».
Охороняється Конвенцією про міжнародну торгівлю видами дикої фауни і флори, що перебувають під загрозою зникнення (CITES).

## Утримання
Mammillaria grusonii досягає своєї повноти розквіту, поки не виростає близько 10 см або більше в діаметрі, коли більшість із цього ряду досягають своєї краси набагато раніше. Цей вид досягає таких розмірів з насіння приблизно через 6 років.

 Потребує щороку пересадки, в перші роки життя два рази на рік, якщо потрібно швидше, щоб досягти повноти розквіту.

 Рослина потребує регулярного підживлення.